# 道德中性
道德中性（英語：Adiaphora，希腊语：ἀδιάφορα），原文意指“没有不同或不可区分”。
在犬儒學派中“adiaphoron”代表对生活的波折无动于衷。在皮浪主义中，“adiaphoron”則表示无法在逻辑上区分事物。与斯多葛主义不同，该术语与道德没有特定联系。在斯多葛主义中 “adiaphoron”表示對道德既不要求也不禁止。在斯多葛主义的语境中，“adiaphoron”通常被翻译为“冷漠”。 
在基督教，“adiaphoron”不是信仰所必需的，是否採用則取决于神学的解釋。

## 犬儒主義
犬儒主義的人通过禁慾主義培育道德中性，这意味着对生活的波折漠不关心，这使人们摆脱了世俗的影响，例如财富，名望和权力。例如：第欧根尼在浴缸里生活和冬天赤脚行走。

## 亚里士多德
亚里士多德用“adiaphora”来表示“没有逻辑上的差异」。:51

## 皮浪主義
皮浪声称，所有實用主義（事项、事务、问题、主题）是adiaphora（不区分的，没有明确的定义，否定了亚里士多德的“diaphora”)，astathmēta（不稳定、不平衡、不可测量)，和anepikrita（unjudgeable，不可判定）。因此，我们的感官、信念和理论都无法识别真假。
哲学家白桂思已经证明，皮浪使用的adiaphora在反映他在努力把佛教的三相翻译成希腊文，并透過adiaphora反映了佛教理念中的无我。同样，他還建议将astathmēta和anepikrita与苦和無常进行比较。:22-59

## 斯多葛主义
斯多葛學派将人类追求的所有对象分为三类：好、坏和道德中性。美德、智慧、正義、自我克制等可區分善惡。除了这些外，还有许多其他追求的对象，例如财富，名誉等等，它们本身并没有好坏之分。因此，这些在伦理学上屬於中立，被称为“道德中性”。但是这种区分实际上等于从道德领域中排除了道德中性。

## 基督教

### 路德會
在宗教改革中，道德中性的问题成为重大争议。馬丁·路德逝世两年后的1548年，神圣罗马帝国皇帝查理五世试图通过一项称为“奥格斯堡临时协议”（Augsburg Interim）的法律将天主教徒和新教徒联合起来。菲利普·梅兰希顿拒绝了这项法律，因为它不能確保因信稱義作为基本原则。后来，他被说服接受了一种被称为「莱比锡临时协议」的折衷方案，认为与因信称义无关的教义差异是屬於道德中性或对救赎而言并非必不可少的事情。梅兰希顿的妥协遭到了伊利里库斯·弗拉齐乌斯和他在马格德堡的追随者的强烈反对，后者声称在发生丑闻和认罪的情况下，道德中性不再是道德中性。到1576年，这两种极端都被马丁·开姆尼茨和協和信條的制定者及信義宗会所拒绝。
1577年，協和派精心设计了“协和公式”，以解决真正的道德中性的本质问题，后者被定义为「在上帝的圣言中既非命令也不禁止」。但是，协和派补充说即使是道德中性的事情，当“敵對神的言語”将其强制给他们时，信徒也不应屈服。
路德会的奥格斯堡信條指出，教会的真正统一足以就福音教义和圣礼的管理达成共识。人类建立的传统仪式也无处不在。 

### 清教主义
西敏信條是由清教徒撰写對信仰的承認，在英國內戰之後被聖公宗拒绝，它区分了崇拜的要素或行为（适当的崇拜）和崇拜的情况。崇拜的内容必须根據圣经內容，這是依據礼拜规范性原则的学说。在这个框架中，敬拜的要素包括赞美（音乐的言语和方式），祷告，圣经的讲道,、宣誓，還須具備洗礼和圣餐这两个圣礼，而敬拜的情况其中包括建筑物及其必要的家具和礼拜时间。 
他們為了教育和促進和平及改善秩序，敬拜的环境被定義為道德中性的。根据《西敏信條》20.2，在不是“違反道德”的范围内，一般的信念和行为上是自由的。但是，特别是在敬拜和宗教信仰方面，只能按照圣经中的正当理由，才可以自由崇拜和信仰。
例如長老宗成员有时会考虑需不需要直接从圣经中提取乐器和讚美詩问题（与专有的赞美诗相反），由於這是與礼拜要素有关，而不是与可选情况有关，因此，他们會拒绝乐器和赞美诗，他们认为自己既不受圣经的命令，也没有从圣经中得出的充分必要的推论。。但是，在现代长老会中經已很少有人坚持这样的立场。 
因此，教徒在礼拜上的立场与关于道德中性的俗语是一致的：“ 在必要的事物中，团结；在可疑的事物中，自由；在所有的事物中，慈善 ”。

### 聖公會中的拉丁語主義
拉丁语主义最初是一个贬义词，這詞用於一群17世纪的英国神学家，他们相信符合英格蘭教會的惯例，但认为教义、礼仪实践和教会组织的重要性相对较小。這在剑桥柏拉图主义者中得到了支持。十七世纪聖公會創始人理查德·胡克（ Richard Hooker ）在《教会政治法则》的立场上，他认为上帝关心个人灵魂的道德状态，而教会领导之类的事物则屬於“無動於衷”。但是，他们所担任的职务远远超出了胡克本人的立场，并将其扩展到教义事务上。 